# Paulo Sérgio Oliveira
Paulo Sérgio dos Santos Oliveira (né le 1er juin 1993) est un athlète brésilien, spécialiste du saut en longueur. 

## Biographie
Médaille d'argent lors des Championnats d'Amérique du Sud d'athlétisme espoirs 2014.
En 2017, il devient champion d'Amérique du Sud de saut en longueur,.
Le 5 juin 2018, il remporte la médaille d'argent des Jeux sud-américains de Cochabamba avec un saut à 8,12 m, derrière l'Uruguayen Emiliano Lasa (8,26 m, record des championnats).

## Palmarès
| Date | Compétition                            | Lieu       | Résultat | Marque |
| ---- | -------------------------------------- | ---------- | -------- | ------ |
| 2014 | Championnats d'Amérique du Sud espoirs | Montevideo | 2e       | 7,59 m |
| 2017 | Championnats d'Amérique du Sud         | Luque      | 1er      | 7,93 m |
| 2018 | Jeux sud-américains                    | Cochabamba | 2e       | 8,12 m |
| 2019 | Championnats d'Amérique du Sud         | Lima       | 2e       | 7,71 m |

## Records
| Épreuve          | Épreuve   | Marque | Lieu               | Date              |
| ---------------- | --------- | ------ | ------------------ | ----------------- |
| Saut en longueur | Plein air | 8,13 m | São Paulo          | 27 septembre 2014 |
| Saut en longueur | En salle  | 8,12 m | Sao Caetano do Sul | 17 janvier 2018   |